# Disillusion
Disillusion es una banda alemana de death metal progresivo surgida en Leipzig en 1994. Vurtox, cantante y guitarrista del grupo, es el único miembro original y el líder, habiendo participado en todos los lanzamientos de la banda hasta la fecha (tres demos, un EP y cuatro álbumes de estudio, Back to Times of Splendor en 2004, Gloria en 2006, The Liberation en 2019 y Ayam en 2022. 

## Miembros
- Vurtox (Andy Schmidt): voz, guitarra y teclados (1994–presente)
- Sebastian Hupfer: guitarras (2010–presente)
- Ben Haugg: guitarras (2016–presente)
- Martin Schulz: batería (2019–presente)
- Robby Kranz: bajo y voz (2020–presente)

### Pasados
- Tobias Spier: voz y guitarra (1994–1997)
- Alex Motz: batería (1994–1997)
- Clemens: batería (2007)
- Markus Espenhain: bajo (1994–1996)
- Jan Stölzel: terclados (1994–1997)
- Jörg Heinze: guitarra (2000)
- Ralf Willis: bajo (2005)
- Shya Hely: coros (2005)
- Alex Sasch Tscholakov: batería (1997–2000, 2007–2008)
- Alla Fedynitch: bajo (sólo en directo, 2007–2008)
- Rajk Barthel: guitarra (1999–2009)
- Matthias Becker: bajo (2008–2015)
- Djon: bajo (2015)
- Jens Maluschka: batería (2000–2007, 2008−2018)
- Felix Tilemann: bajo (2018–?)
- Joshua Saldanha: batería (2018–?)

## Discografía

### Álbumes de estudio
- Back to Times of Splendor (2004)
- Gloria (2006)
- The Liberation (2019)
- Ayam (2022)

### Demos y EP
- Rehearsal (1995) (demo)
- Subspace Insanity (1996) (demo)
- Red (1997) (demo)
- Three Neuron Kings (2001) (EP)

### Sencillos
- The Porter (2002)
- Alea (2016)
- Between (2020)
- Am Abgrund (2022)